# Corsaro II (A 5316)
Il Corsaro II (distintivo ottico A 5316) è una Nave scuola a vela minore della Marina Militare italiana impiegata per lo svolgimento dell'attività addestrativa degli Aspiranti Guardiamarina del 3º anno dell'Accademia navale di Livorno. La Nave è alle dipendenze dell'Accademia Navale di Livorno con base a La Spezia e partecipa anche a regate con imbarcazioni d'epoca.

Motto: FESTINA LENTE (Affrettati lentamente) 
Locuzione latina attribuita all'Imperatore Augusto dallo storico latino Svetonio.  La locuzione unisce, in un ossimoro, due concetti antitetici, velocità e lentezza, e sta a indicare un modo di agire senza indugi, ma con cautela. Il motto (che va pronunciato con l'accento sulla "i": festìna lente) venne associato al simbolo della tartaruga con vela da Cosimo I de' Medici, che nel XVI secolo ne fece l'emblema della sua flotta, come monito di ponderazione delle imprese perché avessero successo. La tartaruga, animale famoso per la sua lentezza, ma anche simbolo di prudenza, è abbinata alla vela gonfiata dal vento, ovvero ciò che spinge le navi, quindi emblema di forza d'azione.

## Caratteristiche
L'imbarcazione, armata a yawl con velatura "Marconi", è stata realizzata nei Cantieri Costaguta di Genova Voltri, su progetto dello studio nautico statunitense Sparkman & Stephens,  seguendo le indicazioni della I classe RORC è stata realizzata in iroko per la chiglia e il keelson acacia per la struttura ed il fasciame, listoni doppi di mogano filippino. Gli elementi di fissaggio della nave sono in bronzo al silicio, i longheroni sono di abete sitka. Il motore originale Mercedes Benz OM /321 (96 HP) è stato poi sostituito da un motore FIAT AIFO. Lunga 21,47 m e larga 4,89 m per un pescaggio di 3 m, ha un dislocamento di circa 48 tonnellate. A bordo trovano spazio le sistemazioni per ospitare 16 uomini, oltre a tutto il materiale nautico e logistico necessario ad affrontare lunghe navigazioni in autonomia.

## Storia
L'imbarcazione è entrata inservizio nella Marina Militare il 5 gennaio 1961, al comando dell'allora capitano di fregata Agostino Straulino, vincitore nella classe Star alle Olimpiadi del 1952.

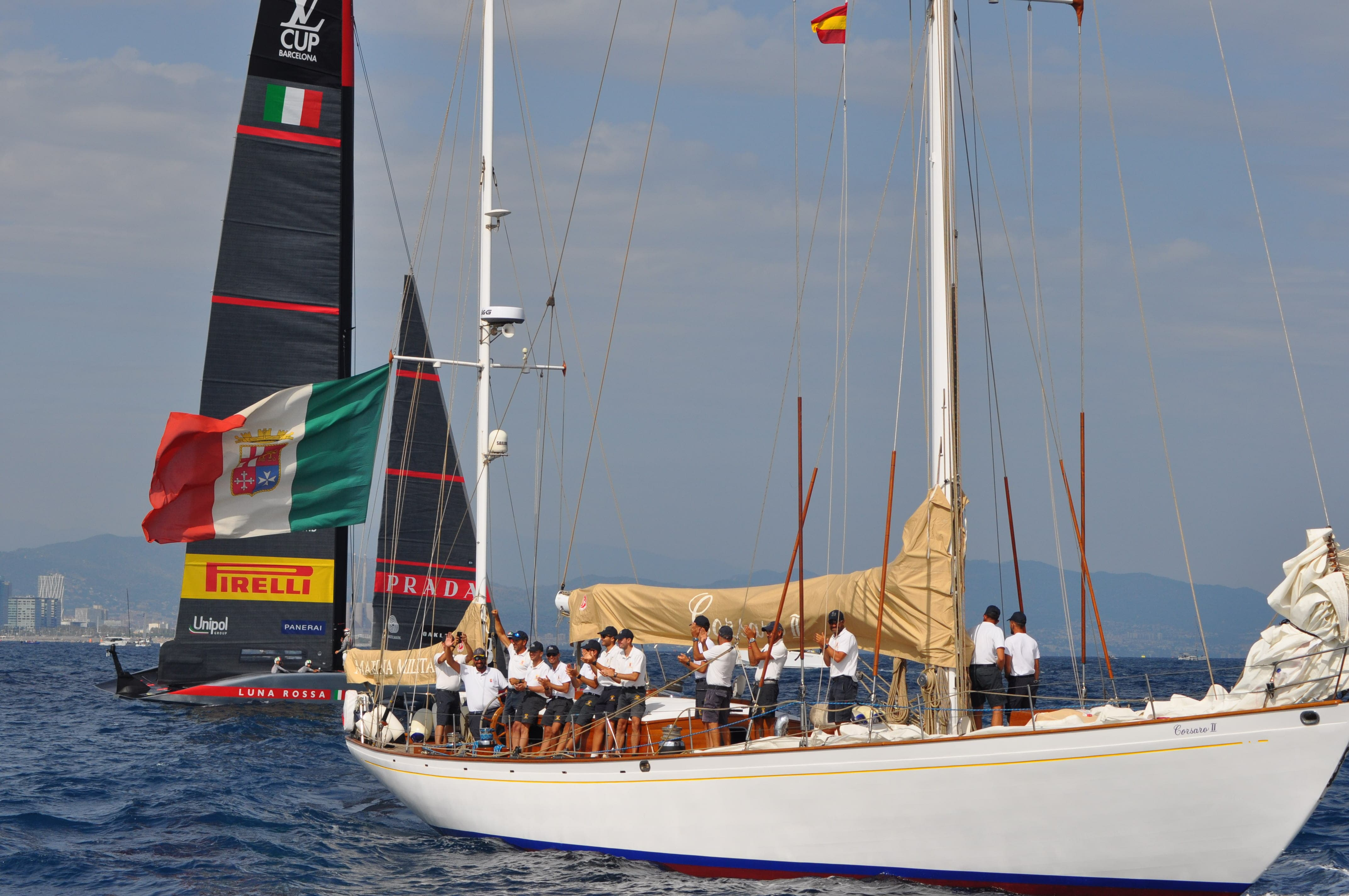
Barcellona 2024 - America's Cup e PUIG regatta

Nel 1961 il Corsaro II fu la prima imbarcazione nella storia dello yachting italiano a partecipare alla Transpacific Yacht Race una delle più lunghe regate del mondo di quei tempi, coprendo la tratta Los Angeles-Honolulu di 2.225 miglia, classificandosi quarto su tredici partecipanti.
Nel 1962 prese parte alla Newport - Bermuda con 138 imbarcazioni classificandosi al sesto posto, e alla Torbay-Rotterdam classificandosi prima nella sua classe. Nel 1963 prese parte alla Annapolis - Newport, alla Newport - Plymouth, classificandosi al secondo posto, alla Channel Race e alla Fastnet race.
Nel 1964 prese parte alla Lisbona - Canarie - Bermuda raggiungendo il primo posto. Nel 1965 prese parte alla Buenos Aires - Rio de Janeiro navigando poi fino a Sydney dove prese parte ad una regata locale.
L'anno successivo salpò da Sydney, toccò San Diego e arrivò poi in Italia.
Da quel momento ha svolto la sua attività principalmente nel Mediterraneo, svolgendo ogni anno una crociera addestrativa per gli allievi della scuola navale "Morosini" di Venezia e una crociera addestrativa per gli allievi ufficiali dell'Accademia navale di Livorno oltre alla partecipazione a vari raduni e regate di vele classiche. Negli anni 2000 l'Unità ha varcato lo Stretto di Gibilterra per raggiungere il Nord Europa nel 2001 e nel 2025 per prendere parte alla Tall Ship Race 2025.